# Krná
Krná je obec v okrese Poltár v Banskobystrickém kraji na Slovensku. Leží na jižním úpatí Veporských vrchů v údolí potoka Krná. Nejbližším městem je Poltár, vzdálený 14 km na jih.
První písemná zmínka o obci pochází z roku 1435. V obci se nachází jednolodní evangelický kostel z roku 1905, klasicistní kúria z roku 1820 a obecní zvonice z roku 1912.